# Fadet crétois
Coenonympha thyrsis
Espèce
Statut de conservation UICN

 LC  : Préoccupation mineure
Le Fadet crétois (Coenonympha thyrsis) est un papillon appartenant à la famille des Nymphalidae à la sous-famille des Satyrinae et au genre  Coenonympha.

## Dénomination
Coenonympha thyrsis a été nommé par  Christian Friedrich Freyer en 1845.

### Noms vernaculaires
Le Fadet crétois se nomme Cretan Small Heath en anglais.

## Description
Ce petit papillon de couleur jaune orangé à étroite bordure marron présente un ocelle noir aveugle à l'apex des antérieures, et chez la femelle une ligne d'ocelles vestigiaux sous forme de petits points aux postérieures.
Le revers est aux antérieures de la même couleur jaune orangé avec à l'apex un ocelle noir pupillé de blanc cerclé de jaune, et aux postérieures une bande postdiscale irrégulière un peu plus claire et une ligne de discrets ocelles noirs pupillés de blanc.

## Biologie

### Période de vol et hivernation
Il vole en deux générations, de mai à juillet.

### Plantes hôtes
Ses plantes hôtes sont des graminées.

## Écologie et distribution
Il est présent uniquement en Crète,.

### Biotope
Il réside dans les lieux herbus humides.